# تاكويا كاكوراي
تاكويا كاكوراي (باليابانية: 加倉井 拓弥) (مواليد 25 سبتمبر 1997)، هو لاعب كرة قدم سابق كان يلعب كمدافع.

## وصلات خارجية
- تاكويا كاكوراي على موقع رابطة كرة القدم اليابانية للمحترفين (اليابانية)
- تاكويا كاكوراي على موقع قاعدة بيانات كرة القدم.إي يو (الإنجليزية)
- تاكويا كاكوراي على موقع Soccerway.com (الإنجليزية)